# ヤニス・グーマス
ヤニス・グーマス（Giannis Goumas、ギリシャ語:Γιάννης Γκούμας、1975年5月24日 - ）は、ギリシャ・ラリサ県ティルナヴォス出身の元プロサッカー選手、現サッカー指導者。元ギリシャ代表。現役時代のポジションは、ディフェンダー。

## 選手経歴
ユース時代から引退までパナシナイコスFC一筋のバンディエラである。
ギリシャ代表ではUEFA EURO 2004にメンバーの一人として参加、優勝を経験した。UEFA EURO 2008にも参加した。

## 指導者経歴
2012年5月、Glyfada FCの監督に就任。その後シュコダ・クサンティFCのコーチを経て、2014年12月にギリシャU19代表監督に就任。

## タイトル

### クラブ
パナシナイコス
- ギリシャ・スーパーリーグ (3): 1995, 1996, 2004
- キペロ・エラーダス (2): 1995, 2004

### 代表
サッカーギリシャ代表
- UEFA欧州選手権 (1): 2004